# Alexandra Lacrabère
Alexandra Lacrabère (Pau, 27 d'abril de 1987) és una jugadora d'handbol francesa que juga de lateral dret en el ŽRK Vardar i en la Selecció femenina d'handbol de França.

## Clubs
- Border Sports HB (-2006)
- CA Bèglais (2006-2008)
- Handbol Bera Bera (2008-2009)
- Tolosa de Llenguadoc HB (2009-2010)
- Arvor 29 (2010-2012)
- Swesda Swenigorod (2012-2013)
- Union Mios (2013-2014)
- OGC Niça (2014-2016)
- ŽRK Vardar (2016-)[2]